# 拡大家族
拡大家族（かくだいかぞく、英: extended family）とは、夫婦と子供からなる核家族にその血縁者が同居している家族。アメリカ合衆国の人類学者であるジョージ・マードックによる用語extended familyの日本語訳である。
マードックが言う拡大家族にはその類型（タイプ）として合同家族 (joint family) や直系家族 (stem family) がある。合同家族とは、一組の夫婦とその子供たちの夫婦、さらにその孫たちの夫婦などが一緒に暮らすような家族を言う。直系家族とは、一組の夫婦とその後継ぎの夫婦と孫たちが一緒に暮らすような家族を言う。
伝統的な中国の合同家族は父系拡大家族で、4世代が一緒に暮らす「四世同堂」（しせいどうどう）が理想とされた。すなわち基本的に一組の老父母、その息子たちと妻、そのまた息子たちと妻、その子供たちからなる大家族である。理想とされた背景には儒教の倫理があった。しかし一般的には「四世同堂」はまれだった。一方、インドの合同家族は母系拡大家族である。
日本の3世代直系家族は、基本的に一組の祖父母、一組の父母、その子供からなる。日本のような直系家族では中国やインドのような合同家族と違って、後継ぎの夫婦以外の子供たちは結婚すると家を出る。